# 방글라데시의 지리

방글라데시 지도

방글라데시는 갠지스강과 브라마푸트라강 하류 및 동벵골만에 위치하며, 전체가 두 하천이 형성하는 낮고 평평한 델타 지대로 되어 있다.거의 전역에 걸쳐 인도에 포위되어 있고, 겨우 동남부가 미얀마에 접하고 있다. 벵골만에 접하고 있는 지역은 대부분이 열대성기후로 기온의 차가 적고, 여름의 몬순은 많은 비를 내리고 있다.해안에 가까운 치타공의 연평균 기온은 25.7°C, 평균 강우량은 285㎜이다.

## 기후
연중 따뜻하고 습하다. 비가 많이 내리며 우기는 3월∼10월까지이다. 특히 5월부터는 계절풍이 불어와 집중적인 호우가 많다. 벵골만을 거쳐가는 심한 바람을 일으키는 열대성 저기압인 사이클론 탓에 해일의 피해를 입는다. 사이클론은 방글라데시 전역을 휩쓸 때가 많다.